# Stamnodes seiferti
Stamnodes seiferti är en fjärilsart som beskrevs av Berthold Neumoegen 1882. Stamnodes seiferti ingår i släktet Stamnodes och familjen mätare. Inga underarter finns listade i Catalogue of Life.